# Injong
Injong (né le 10 mars 1515 et mort le 8 août 1545) est le douzième roi de la Corée en période Joseon.
Il a régné du 29 novembre 1544 jusqu'à sa mort. Avec ses 8 mois de règne il est le roi Joseon qui a gouverné la Corée le moins longtemps.

## Famille

### Descendants
- Épouses et descendances

1. Reine Inseong du clan Park Bannam (7 octobre 1514 - 6 janvier 1578) (인성왕후 박씨) - pas d'issue.
2. Noble consort royale Suk du clan Papyeong Yun (숙빈 윤씨) (? - 1595) - pas d'issue.
3. Noble consort royale Hye du clan Jeong (혜빈 정씨) (? – 1595) - pas d'issue.
4. Consort royal Gwi-in du clan Yeongil Jeong (Août 1520 - 25 mars 1566) (귀인 정씨) - pas d'issue.
5. Consort Yang-je du clan Yun  (양제 윤씨) - pas d'issue

## Dans la culture populaire
- Interprété par Jung Tae-woo en 2001-2002 dans la série Ladies in the Palace de SBS.
- Interprété par Kim Young-jae en 2008 dans la série Hometown Legends de KBS.
- Interprété par Im Seul-ong en 2013 dans la série The Fugitive of Joseon de KBS 2TV.
- Interprété par Noh Young-hak dans la série Saimdang, Memoir of Colors de SBS.